# Theodor Philipsen
Pour les articles homonymes, voir Philipsen.
Theodor Esbern Philipsen (né le 10 juin 1840 à Copenhague, mort le 3 mars 1920 à Copenhague) est un peintre danois.

## Biographie
Philipsen grandit dans une famille cultivée et apprend à dessiner dès son plus jeune âge. Passionné par les animaux, il suit une formation agricole auprès de son oncle à Højagergård. Au cours des années 1860, il rencontre par son frère le peintre Hans Smidth ce qui l'amène à souhaiter devenir lui-même artiste. Il étudie à l'Académie Royale Danoise d'art puis, après une courte interruption, à l'école des modèles, où les idées de Frederik Vermehren sur l'étude de la réalité ont une grande influence sur son développement artistique. Par les collections publiques à Copenhague, Philipsen connait déjà les études d'animaux de J. Th. Lundbye et apprécie la peinture animalière et paysagère néerlandaise du XVIIe siècle. De fait, la nature et les animaux sont les principales sources d'inspiration de ses travaux. 

## Œuvre
Philipsen trouve son identité artistique dans la peinture d'extérieurs de la décennie 1880 et sous l'influence de l'impressionnisme français. 
Philipsen revêt une grande importance pour les générations suivantes de coloristes danois. Il a une vision de la nature plus réaliste que celle de ses modèles artistiques. Par conséquent, il était logique pour lui de chercher l'inspiration à Paris et, avec Lauritz Tuxen, il suit les cours de Leon Bonnat. Philipsen a appris à connaître l'art français radical par le peintre belge Rémy Cogghe, avec lequel il était en 1882 en Espagne, et l'année suivante à Rome. 
Plus tard, Philipsen développe son art si caractéristique du traitement de la lumières, des couleurs, de la nature et des animaux, et son nom reste étroitement lié aux représentations des îles Saltholm et Amager.
Son intérêt pour l'impressionnisme français est renforcé par sa relation avec le peintre français Paul Gauguin qui était en hiver 1884-1885 à Copenhague. Ils deviennent des amis proches, et de Gauguin Philipsen a appris à employer des petites brosses et à faire de petites lignes de brosse fermes. Philipsen, qui ne se représentait jamais spectaculairement, a joué par son art un rôle important en tant que médiateur des idées impressionnistes françaises qui ont dominé presque jusqu'à aujourd'hui une grande part de la peinture danoise.

## Galerie

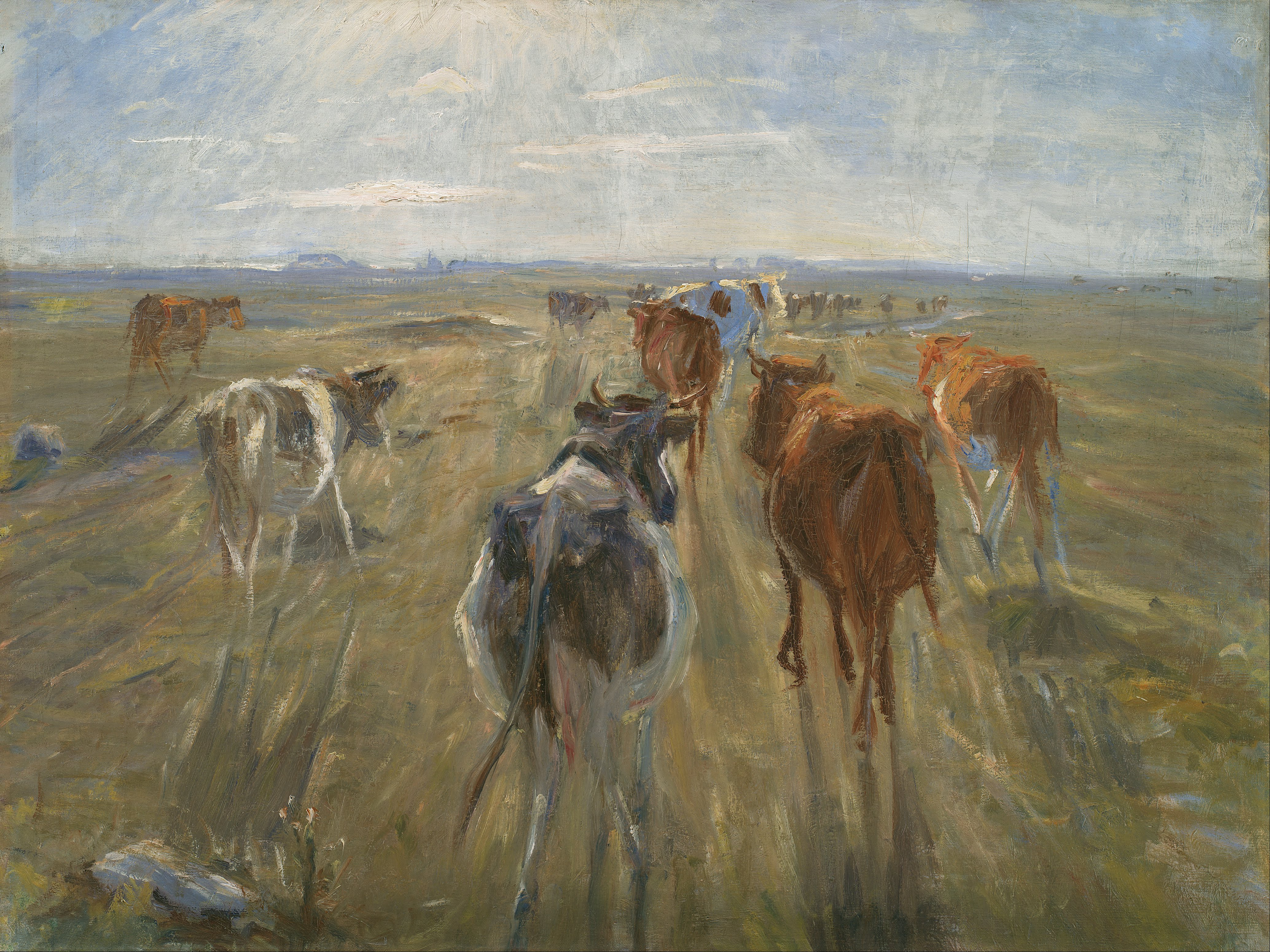
Longues ombres. Bétail sur l'île de Saltholm
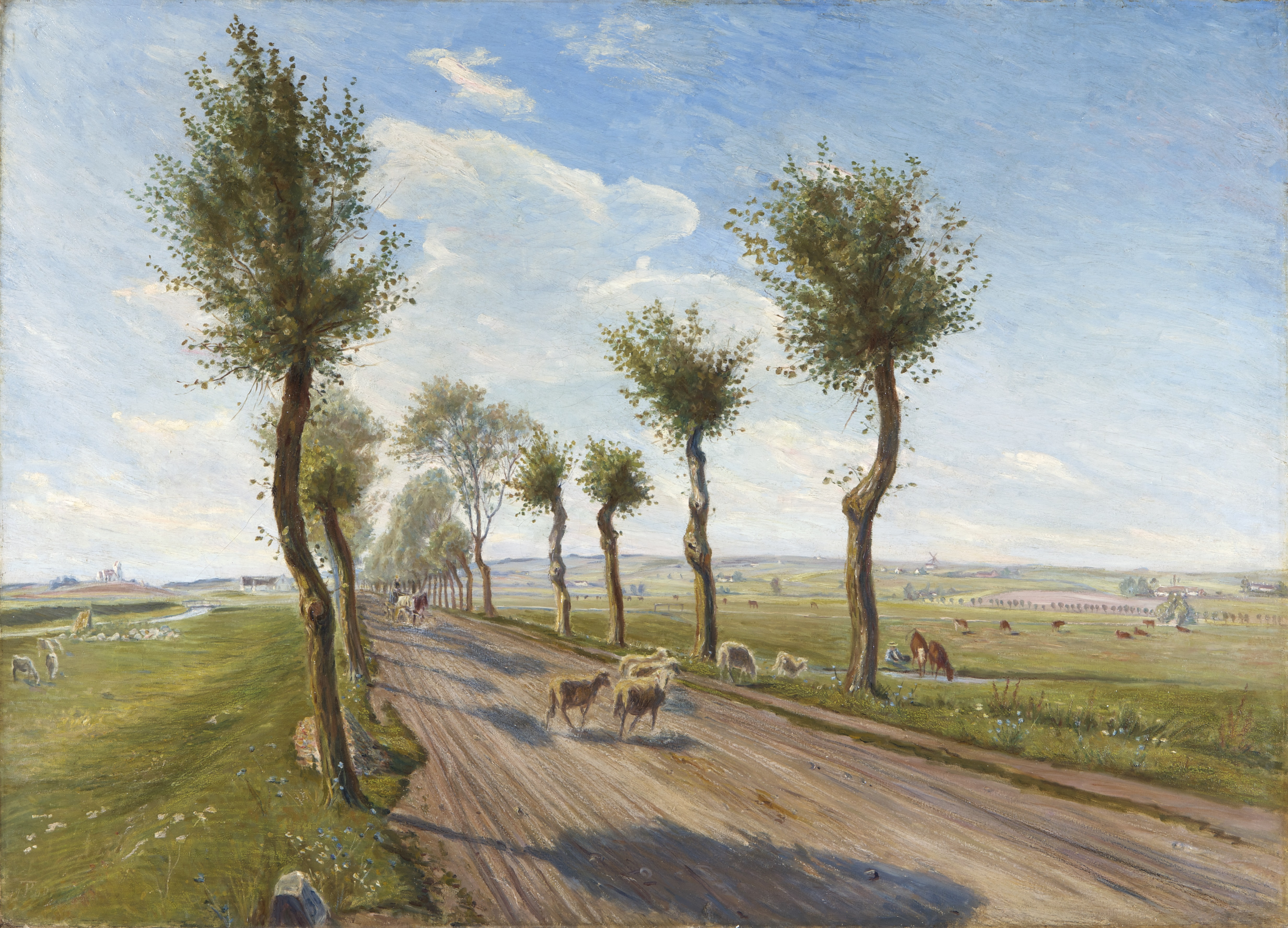
Route à Faarevejle, Langeland
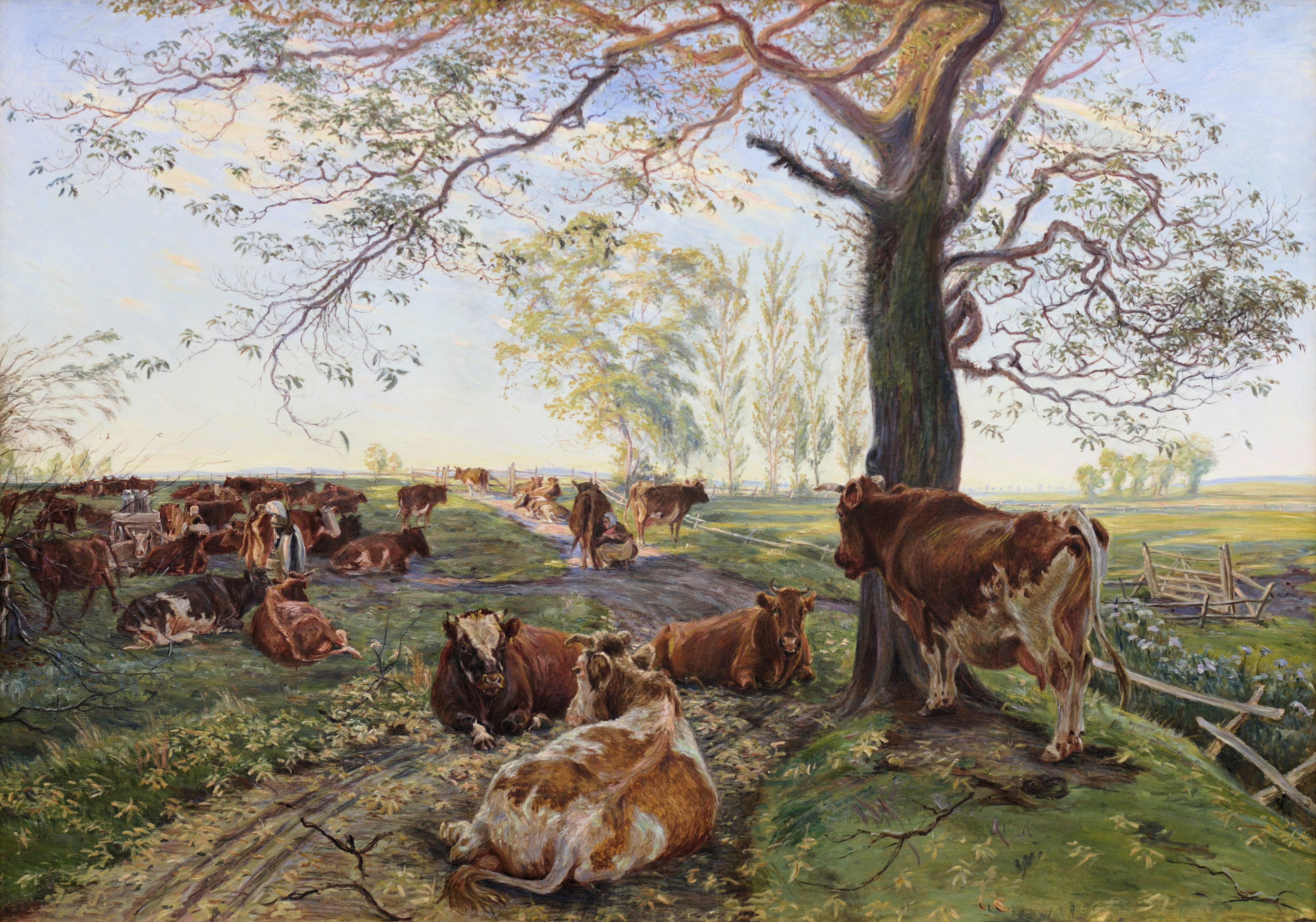
Traite à Dyrehavegård, près de Kolding

## Musées
- Ny Carlsberg Glyptotek, Copenhague, Portrait de Rémy Cogghe.